# Uchida Hyakken

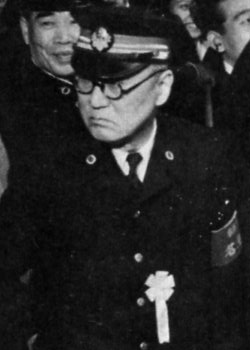
Uchida Hyakken (1952)

Uchida Hyakken (japanisch 内田 百閒, auch Hyakkien 百鬼園; * 29. Mai 1889 in Okayama als Uchida Eizō (内田 榮造); † 20. April 1971) war ein japanischer Schriftsteller.

## Leben
Uchida Eizō wurde als einziger Sohn in die Familie eines Sake-Brauers in Okayama geboren und erlebte dort, verwöhnt von der Großmutter, eine sehr glückliche Kinderzeit. 1910 trat er in die Germanistische Abteilung der Kaiserlichen Universität Tōkyō ein und schloss sich dem literarisch-intellektuellen Kreis um den berühmten Autor Natsume Sōseki (1867–1916) an. Als Verfasser von Haiku-Gedichten wählt er den Künstlernamen Hyakken. 1912 heiratete er die Schwester eines Freundes. Das Studium beendete der angehende Germanist 1914 mit einer Arbeit über Hermann Sudermanns Roman Frau Sorge. Im selben Jahr wurde die Tochter Tamino geboren, ein Jahr zuvor war der Sohn Hisakichi zur Welt gekommen. Hyakken arbeitete nun als Deutschlehrer und erhielt 1920 eine Stelle an der Hōsei-Universität, die er 1934 aufgab. Grund dafür waren Streitigkeiten innerhalb der Germanistischen Abteilung. Seine bitteren Erfahrungen verarbeitete er in einem Roman mit dem Titel Aufstand der Brotfresser. Literarisch war Hyakken stets mit seinen Miszellen, Reiseberichten und Tagebuchaufzeichnungen präsent. Er widmete sich dem Schreiben bis zum Ende seines langen Lebens. Am 20. April 1971 starb er im Alter von einundachtzig Jahren.

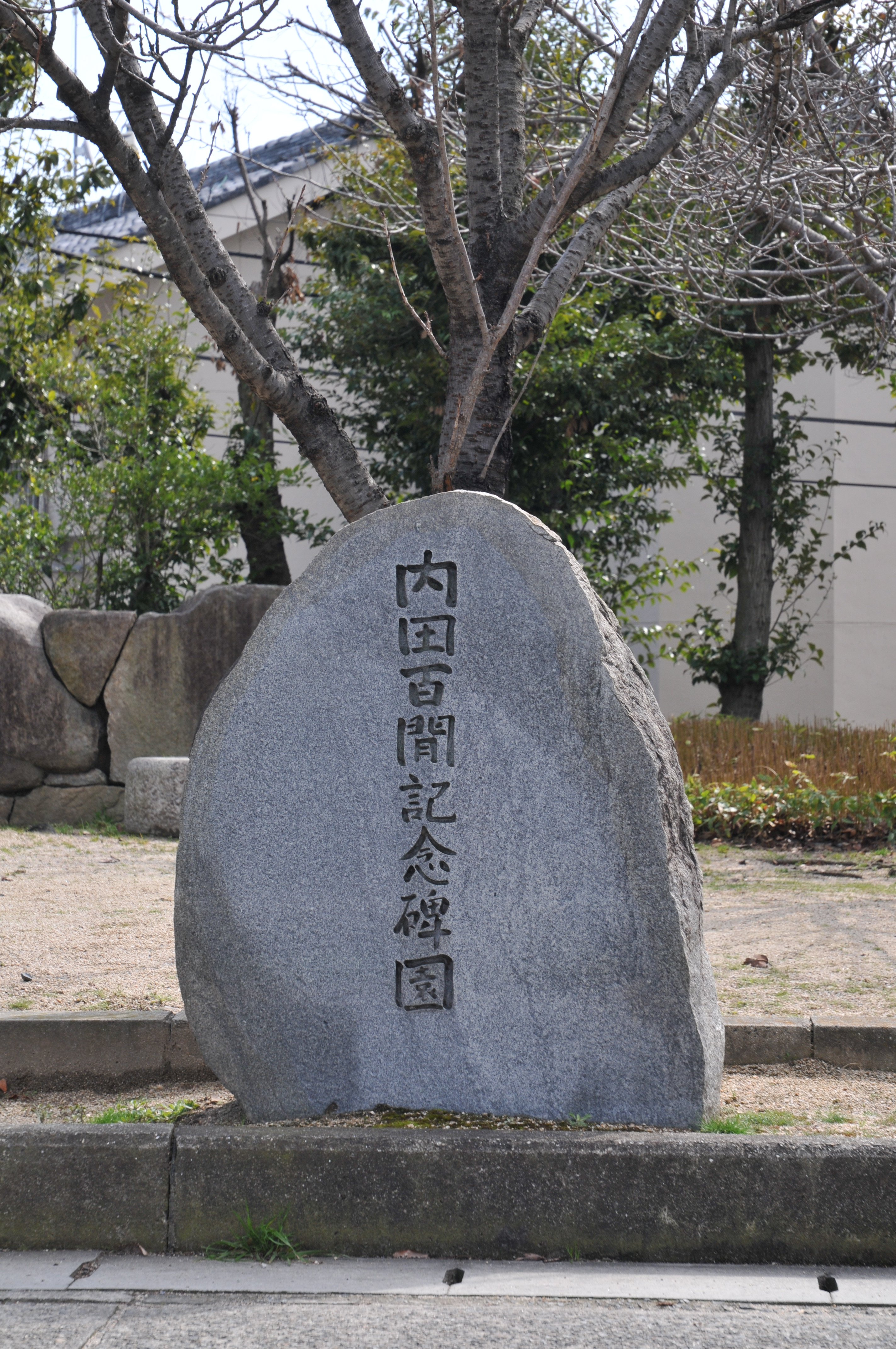
Uchida Hyakken, Denkmal

In Japan ist der Autor als liebenswerter Exzentriker bekannt, dessen Renitenz und verschwenderischer Lebenswandel tragende Motive in der von Kurosawa Akira 1993 unter dem Titel Mādadayo (まあだだよ) besorgten Verfilmung seines Lebens sind. Bereits in den 1980er Jahren gab es eine Hyakken-Renaissance in Japan, heute gilt der Autor als Lieblingsschriftsteller erfolgreicher Autoren wie z. B. Kawakami Hiromi, in deren Roman Der Himmel ist blau, die Erde ist weiß (dt. 2007) es über den Autor heißt: „Uchida ist wirklich ein genialer Schriftsteller“ (S. 78). Zu Hyakkens Werken zählen die Kurzprosa-Anthologien Meido (冥途, 1922; „Aus der Schattenwelt“), Ryojun Nyujōshiki (旅順入城式, 1934; „Feierlicher Einzug in Port Arthur“), Isōrō Sōsō (居候匇々, 1936; „Aufstand der Brotfresser“), Tokyo Nikki (東京日記, 1938; „Tagebuchnotizen aus Tōkyō“), die Kurzgeschichte Sarasāte no ban (サラサーテの盤 1948; „Die Sarasate-Schallplatte“), der Reisebericht Ahō Ressha (阿房列車, 1952; „Uchida Hyakkens Zugreisen“) sowie die späten Essaysammlungen Neko ga Kuchi o Kiita (猫が口を利いた, 1970; „Die Katze hat geredet“) und Nichibotsu Heimon (日沒閉門, 1976; „Wenn die Tage zur Neige gehen, bleibt die Pforte geschlossen“). Die japanischen Gesamtwerkausgaben des Autors umfassen über 30 Bände.

## Literarisches Werk
Uchida ist Vertreter einer modernen japanischen Literatur, die sich einerseits an traditionellen Formen (haiku, zuihitsu) orientiert, andererseits westliche Strömungen umsetzt. Im Fall des japanischen Germanisten sind dies Adaptionen der Romantik, Hyakkens Texte zeigen aber auch Merkmale literarischer Strömungen nach 1900. Prägend für Hyakkens Arbeiten, die zum Teil der literarischen Phantastik (jap. gensō bungaku) zugeordnet werden können, sind sein Sinn für Humor, moderne kritische Momente und eine subtile Darstellung der Psychologie der Protagonisten.
Hyakkens erstes Buch, Meido („Aus dem Schattenreich“, dt. bei DVA 2009, übersetzt von Lisette Gebhardt), ist eine Sammlung von achtzehn unheimlichen Traumgeschichten. Die Wanderungen des Protagonisten durch ein Labyrinth beängstigender Träume sind in jeder der Episoden von Desorientierung geprägt. Konturen verschwimmen, Räume dehnen sich ungewöhnlich aus, die Abfolge von Helligkeit und Dunkelheit gehorcht nicht mehr den physikalischen Gesetzen. Die Sinneseindrücke des Ich-Erzählers stehen im Mittelpunkt. In der letzten Episode, „Schattenreich“, kann der Protagonist die Menschen in seiner nächsten Umgebung kaum erkennen, hört jedoch deutlich Geräusche. Seinem Verständnis nach verursacht ein Insekt kratzende Töne auf einer Papierwand. Mit der Geräuschassoziation der Wespe verbinden sich in Form einer Synästhesie die Vision des Vaters und eine sehnsuchtsvoll-melancholische Erinnerung an die Kinderzeit. Die achtzehn Geschichten in „Aus dem Schattenreich“ bilden einen Zyklus, der mit „Feuerwerk“ (Hanabi) beginnt und mit „Schattenreich“ (Meido) endet. In vielen der Episoden befindet sich „Ich“ unterwegs auf einem düsteren Damm, begegnet dort merkwürdigen Frauen und wird von hinterlistigen Zauberfüchsen (kitsune) aufs Gemeinste gefoppt. Bedrohliche Frauengestalten, seltsame Tiere, unheimliche Kinder und peinliche Situationen bestimmen den Textkosmos von Hyakkens „Schattenreich“, in dem der kindlich-egoistische und dem Genießertum verpflichtete Protagonist offenbar sein Purgatorium durchleben muss.
Innerhalb der modernen japanischen Literatur nehmen Hyakkens Texte hinsichtlich ihrer Originalität und ihrer phantastischen Qualität eine Sonderstellung ein.